# Trophée Robert Louis-Dreyfus
Le Trophée Robert Louis-Dreyfus est une compétition amicale de football organisée par l'Olympique de Marseille. Elle se déroule au stade Vélodrome et la première édition a eu lieu le 1er août 2010, un peu plus d'un an après la mort de Robert Louis-Dreyfus.

## Format
La compétition se déroule sur le format d'une seule rencontre entre l'Olympique de Marseille et un club invité. Si les deux équipes ne parviennent pas à se départager à l'issue du temps réglementaire, il n'y a pas de prolongations mais directement une séance de tirs au but.

## Historique
La création de ce trophée a pour but de rendre hommage à Robert Louis-Dreyfus, ancien président et actionnaire majoritaire de l'Olympique de Marseille. Il meurt en juillet 2009 et la première édition se tient le 1er août 2010. Elle est remportée par l'OM qui s'impose 1-0 face aux Espagnols du Valence CF,(but de H.Ben Arfa) . L'édition 2011 est annulée à cause des débuts des rénovations du stade Vélodrome en vue de l'Euro 2016.
Après quatre années d'absence, le club olympien reconduit le Trophée Robert Louis-Dreyfus pour l'édition 2015. La rencontre s'est déroulée le 1er août 2015 contre l'équipe italienne de la Juventus de Turin, finaliste de la Ligue des champions lors de l'édition 2014-2015. Elle est remportée par l'OM sur le score de 2-0.

## Palmarès

### Palmarès par édition
| Édition | Vainqueur              | Finaliste   | Score | Buteur(s) OM                  | Buteur(s) adverse(s) |
| 2010    | Olympique de Marseille | Valence CF  | 1-0   | Ben Arfa 78e                  | -                    |
| 2015    | Olympique de Marseille | Juventus FC | 2-0   | Alessandrini 35e, Barrada 84e | -                    |

### Palmarès par club
| Rang | Club                   | Titres (éditions) | Finales perdues (éditions) |
| ---- | ---------------------- | ----------------- | -------------------------- |
| 1    | Olympique de Marseille | 2 (2010, 2015)    | 0                          |
| 2    | Valence CF             | 0                 | 1 (2010)                   |
| 2    | Juventus FC            | 0                 | 1 (2015)                   |

## Résumé des matchs

### Édition 2010
L'Olympique de Marseille l'emporte 1-0 face au Valence Club de Fútbol au Stade Vélodrome.
| 1er août 2010 | Olympique de Marseille | 1 - 0   | Valence CF | Stade Vélodrome, France                            |                                                    |
| 21h00         | Ben Arfa 78e           | (0 - 0) |            | Spectateurs : 28 370 Arbitrage : Nicolas Rainville | Spectateurs : 28 370 Arbitrage : Nicolas Rainville |
| 21h00         | Rapport                |         |            | Spectateurs : 28 370 Arbitrage : Nicolas Rainville | Spectateurs : 28 370 Arbitrage : Nicolas Rainville |

|               | Gardien de but   | Steve Mandanda     |     |     |  |
|               | D                | Taye Taiwo         |     | 46e |  |
|               | D                | Stéphane M'Bia     |     | 64e |  |
|               | D                | Leyti N'Diaye      |     |     |  |
|               | D                | César Azpilicueta  |     | 46e |  |
|               | M                | Charles Kaboré     |     |     |  |
|               | M                | Benoît Cheyrou     |     | 46e |  |
|               | M                | Fabrice Abriel     |     | 46e |  |
|               | A                | Jordan Ayew        |     | 46e |  |
|               | A                | Mamadou Niang      | 50e | 64e |  |
|               | A                | Brandao            | 34e |     |  |
| Remplaçants : |                  |                    |     |     |  |
|               | G                | Elinton Andrade    |     |     |  |
|               | D                | Vitorino Hilton    |     | 64e |  |
|               | D                | Jean-Philippe Sabo |     | 46e |  |
|               | M                | Edouard Cissé      |     | 46e |  |
|               | M                | Mathieu Valbuena   |     | 46e |  |
|               | M                | Lucho Gonzalez     |     | 46e |  |
|               | M                | André Ayew         |     | 46e |  |
|               | A                | Hatem Ben Arfa     |     | 64e |  |
| Entraîneur :  |                  |                    |     |     |  |
|               | Didier Deschamps |                    |     |     |  |

|               | Gardien de but | César Sánchez Domínguez   |     |  |  |
|               | D              | Jérémy Mathieu            |     |  |  |
|               | D              | Hedwiges Maduro           |     |  |  |
|               | D              | Asier Del Horno           |     |  |  |
|               | D              | Ivan Rubio                |     |  |  |
|               | M              | Tino Costa                |     |  |  |
|               | M              | Ever Banega               |     |  |  |
|               | M              | Sofiane Feghouli          |     |  |  |
|               | M              | David Albelda             | 28e |  |  |
|               | A              | Pablo Hernandez           |     |  |  |
|               | A              | Aritz Aduriz              |     |  |  |
| Remplaçants : |                |                           |     |  |  |
|               | D              | Ángel Dealbert            |     |  |  |
|               | M              | Vicente Rodríguez Guillén |     |  |  |
|               | M              | Mehmet Topal              |     |  |  |
|               | M              | Joaquin                   |     |  |  |
|               | A              | Roberto Soldado           |     |  |  |
|               | D              | David Navarro             |     |  |  |
| Entraîneur :  |                |                           |     |  |  |
|               | Unai Emery     |                           |     |  |  |

### Édition 2015
L'Olympique de Marseille bat la Juventus Football Club sur le score de 2-0 au Stade Vélodrome.
| 1er août 2015 | Olympique de Marseille         | 2-0   | Juventus FC | Stade Vélodrome, France                       |                                               |
| 19h00         | Alessandrini 35e · Barrada 84e | (1-0) |             | Spectateurs : 64 020 Arbitrage : Tony Chapron | Spectateurs : 64 020 Arbitrage : Tony Chapron |
| 19h00         | Rapport                        |       |             | Spectateurs : 64 020 Arbitrage : Tony Chapron | Spectateurs : 64 020 Arbitrage : Tony Chapron |

|               | Gardien de but | Steve Mandanda        |     |     |  |
|               | D              | Brice Dja Djédjé      | 67e | 88e |  |
|               | D              | Stéphane Sparagna     | 62e | 66e |  |
|               | D              | Nicolas N'Koulou      |     |     |  |
|               | D              | Karim Rekik           |     |     |  |
|               | D              | Benjamin Mendy        |     |     |  |
|               | M              | Mario Lemina          | 21e |     |  |
|               | M              | Romain Alessandrini   |     | 54e |  |
|               | M              | Abdelaziz Barrada     |     |     |  |
|               | M              | Florian Thauvin       |     | 67e |  |
|               | A              | Michy Batshuayi       |     | 87e |  |
| Remplaçants : |                |                       |     |     |  |
|               | G              | Yohann Pelé           |     |     |  |
|               | D              | Baptiste Aloé         |     | 88e |  |
|               | M              | Alaixys Romao         |     | 66e |  |
|               | M              | Bouna Sarr            |     | 54e |  |
|               | M              | Georges-Kévin Nkoudou |     | 87e |  |
|               | M              | Lucas Ocampos         |     | 67e |  |
| Entraîneur :  |                |                       |     |     |  |
|               | Marcelo Bielsa |                       |     |     |  |

|               | Gardien de but       | Gianluigi Buffon     |     | 56e |  |
|               | D                    | Patrice Evra         |     | 64e |  |
|               | D                    | Leonardo Bonucci     |     |     |  |
|               | D                    | Martin Caceres       |     | 77e |  |
|               | D                    | Stephan Lichtsteiner | 45e |     |  |
|               | M                    | Claudio Marchisio    |     |     |  |
|               | M                    | Paul Pogba           |     | 69e |  |
|               | M                    | Sami Khedira         |     | 26e |  |
|               | M                    | Roberto Pereyra      |     | 46e |  |
|               | A                    | Álvaro Morata        |     | 57e |  |
|               | A                    | Mario Mandžukić      |     | 69e |  |
| Remplaçants : |                      |                      |     |     |  |
|               | G                    | Emil Audero          |     |     |  |
|               | G                    | Neto                 |     | 56e |  |
|               | G                    | Rubinho              |     |     |  |
|               | D                    | Giulio Parodi        |     |     |  |
|               | D                    | Daniele Rugani       |     | 69e |  |
|               | M                    | Mattia Vitale        |     |     |  |
|               | M                    | Andrés Tello         |     |     |  |
|               | M                    | Simone Padoin        |     | 46e |  |
|               | M                    | Stefano Sturaro      |     | 26e |  |
|               | M                    | Mauricio Isla        |     | 64e |  |
|               | A                    | Guido Vadalá         |     |     |  |
|               | A                    | Alberto Cerri        |     |     |  |
|               | A                    | Kingsley Coman       | 86e | 69e |  |
|               | A                    | Paulo Dybala         |     | 57e |  |
|               | A                    | Simone Zaza          |     | 77e |  |
| Entraîneur :  |                      |                      |     |     |  |
|               | Massimiliano Allegri |                      |     |     |  |

## Classement des buteurs
Dernière mise à jour : le 1er août 2015
| Pos. | Joueur              | Club(s)                | Matchs | Buts |
| ---- | ------------------- | ---------------------- | ------ | ---- |
| 1.   | Hatem Ben Arfa      | Olympique de Marseille | 1      | 1    |
| 1.   | Romain Alessandrini | Olympique de Marseille | 1      | 1    |
| 1.   | Abdelaziz Barrada   | Olympique de Marseille | 1      | 1    |